# Labeo rectipinnis
Labeo rectipinnis är en fiskart som beskrevs av Tshibwabwa, 1997. Labeo rectipinnis ingår i släktet Labeo och familjen karpfiskar. IUCN kategoriserar arten globalt som sårbar. Inga underarter finns listade i Catalogue of Life.